# Galion, Dominica
Galion este un oraș din Dominica.